# Ярл
Ярл (др.-сканд. Jarl) — один из высших титулов в иерархии в средневековой Скандинавии, а также само сословие знати. Первоначально означал племенного вождя, позже стал означать титул верховного правителя страны. После появления национальных государств ярлы стали доверенными лицами конунга и осуществляли его власть на местах.
К началу XIV века термин вышел из употребления (кроме Исландии), так как ярлов заменили королевские брюти.

## Этимология
Согласно трудам Прокопия, германское племя герулов, терроризировавшее многие поколения Европу, вернулось в Скандинавию в 512 году н. э. после серии поражений. Так как их исконные территории были заняты данами, они поселились в области рядом с гётами.
Слово «Erilaz», часто встречающееся на рунических памятниках в южной Швеции, связывают с герулами. Вероятным его значением является «мастер рун» или «колдун», то есть человек, умеющий обращаться с магией рун. Мис показал, что слово является аблаутной формой англосаксонского слова eorl и производным от *erōn — тот, кто сражается, то есть воин.
Тем не менее, не существует сколько-нибудь основательной теории, доказывающей этимологию этого слова. Единственным достоверным является тот факт, что первое упоминание слова «ярл» связано с указанием на титул его обладателя.

## Кеннинги
В кеннингах ярлов, хэрсиров и хирдманов (др.-сканд. hirðmenn) называют «друзьями, собеседниками или сотрапезниками конунга» (др.-сканд. konungs rúnar eða málar eða sessar).

## Социальное положение
В ранний период, аналогично конунгам, одни ярлы владели землёй, другие скитались на кораблях и занимались грабежами. На заре появления этого термина в обиходе остаются неясными конкретные различия между ярлами и прочими вождями, во множестве существовавшими в Дании и Норвегии.
Описание порядков, установленных Харальдом Прекрасноволосым, частично раскрывает положение ярлов в поздний период в Норвегии:
Hann setti jarl í hverju fylki, þann er dœma skyldi lög ok landsrétt ok heimta sakeyri ok landskyldir, ok skyldi jarl hafa þriðjung skatta ok skylda til borðs sér ok kostnaðar. Jarl hverr skyldi hafa undir sér fjóra hersar eða fleiri, og skyldi hverr þeira hafa tuttugu marka veizlu. Jarl hverr skyldi fá konungi í her sex tigu hermanna, en hersir hverr tuttugu menn.
(Он сажал в каждом фюльке ярла, который должен был поддерживать закон и порядок и собирать взыски и подати. Ярл должен был брать треть налогов и податей на своё содержание и расходы. Каждый ярл имеет четыре или более хэрсира под собой, и каждый из них будет получать 20 марок в качестве награды. Каждый ярл должен выставить 60 мужчин в войско конунга, каждый хэрсир 20 мужчин).
— Сага о Харальде Прекрасноволосом

## Швеция
По-видимому, в Швеции ярлы впервые появились в конце X века при короле Эрике VI Победоносном. Вероятно, несколько человек могли одновременно носить этот титул, но только один мог быть «верховным ярлом» (швед. riksjarl).
К середине XIII века титул принадлежал в основном представителям только одного знатного рода Фолькунгов (Folkungaätten), хотя и неизвестно, титуловались ли они именно ярлами, поскольку все сохранившиеся письма написаны на латинском языке, в котором для обращения друг к другу использовалось слово dux (герцог).
Ярл Биргер (1210? — 1266) получил титул в 1248 году и был последним ярлом в Швеции. Возможно, он не желал, чтобы кто-нибудь обладал такой властью, угрожая его наследникам, которые стали королями Швеции. Так или иначе, после него ярлов в Швеции не было.

## Норвегия
В Норвежском королевстве обычно был только ярл материковой Норвегии, ярл Оркнейских островов (до 1231), а после утверждения королевской власти в Исландии в 1261/62 ещё и ярл Исландии. Однако уже в 1237 Скуле Бордссон был произведён в достоинство герцога (норв. hertug), ставшего новым высшим титулом. К началу XIV века ярлов не осталось и в Норвегии.

## Англия
В Англии, заимствовавшей государственную систему у скандинавов, ярлы назывались эрлами (англ. earl) и первоначально имели те же функции, что и ярлы, но с течением времени обладатели титула были лишены власти. В настоящее время этот титул обычно переводится на русский язык как граф.